# Slavernes kyst
Slavernes kyst fra 1967 er første bind i en romantrilogi om den danske slavehandel, af forfatteren Thorkild Hansen. Trilogien gjorde, at han i 1971 fik Nordisk Råds litteraturpris (de to andre er Slavernes skibe fra 1968 og Slavernes øer fra 1970). Slavernes kyst omhandler danskernes køb af over 100.000 afrikanere på kysten i Guinea (indenfor det område der i dag udgør Ghana) fra ca. 1673 til 1825 og videresalg af dem som slaver til de danske sukkerplantager på De dansk-vestindiske øer. Slaverne var et vigtigt led i en indbringende trekantshandel:  man fragtede flintebøsser og brændevin fra Danmark til Guinea, hvor disse varer blev byttet til slaver. (Man manipulerede med stammerne og skabte et "behov" for våben, så de bedre kunne beskytte sig mod nabostammen, som man også forsynede med våben. Det lykkedes i en grad, så det var høvdinge og andre indfødte, der selv skaffede og solgte de sorte slaver.) Slaverne blev sejlet til De vestindiske øer, hvor de blev solgt til ejerne af de danske sukkerplantager. Prisen blev afregnet i det kostbare sukker, som blev sejlet til København og solgt kontant, hvorefter skibene atter blev lastet med flere flintebøsser, ammunition og brændevin med slavekysten som destination. Selve slavetransporten og det opslidende arbejde i de danske sukkerplantager er skildret i ovennævnte to andre bind i trilogien.
Thorkild Hansen går tæt på både slaverne, slavehandlerne og modstanderne af slavehandlen og skriver så man næsten selv er tilstede ved de levende skildringer af menneskeskæbner, natur og omgivelser. Der hører mange grumme detaljer med for at skildre disse 150 års tragiske historie, men det er samtidig beretningen om modstanden mod slavehandlen, dens endelige ophør og pionerarbejdet forbundet hermed. 
| Bog | Spire Denne artikel om bøger og tidsskrifter er en spire som bør udbygges. Du er velkommen til at hjælpe Wikipedia ved at udvide den. |